# José Lengyl
Joseph Lengyel (Hungria, 1 de março de 1908 - Brasil, ?), também conhecido como José Lengyl ou José Hungarês, foi um ex-futebolista húngaro naturalizado brasileiro, que atuava na posição de goleiro. 
Suas principais características eram o domínio da bola na pequena área e sua habilidade para defender pênaltis. 

## Carreira pelo Corinthians
Chegou do Juventus ao São Paulo, onde atuou em 26 jogos de 14 de maio de 1933 até 25 de março de 1934.
No segundo semestre de 1934, chegou ao Corinthians. Estreou em 16 de setembro de 1934, na derrota para a Portuguesa por 2 a 1, em partida válida pelo Campeonato Paulista de 1934.
Os registros futebolísticos obtidos por Celso Dário Unzelte, historiador do Corinthians, o consideram com o nome de "José I". Isto se deve devido à chegada de outro goleiro de nome "José", brasileiro, que veio do Rio Branco de Americana. Este goleiro, reserva de "José 'Hungarês' I", consta na pesquisa como "José II".
José fez parte da equipe corintiana tricampeã paulista durante os anos de 1937 e 1938. Ainda atuava pelo Corinthians na campanha do título paulista de 1939, mas como não entrou nenhuma vez em campo durante a disputa pelo título, não pode ser considerado campeão.
Sua última partida pelo Timão aconteceu em 22 de setembro de 1940, na derrota do Corinthians para o Juventus, por 4 a 2, , em partida válida pelo Campeonato Paulista de 1940. 
Durante todo o tempo em que fez parte do time de futebol do Corinthians, ou seja, entre 1934 e 1940, José esteve em campo em 137 jogos e sofreu cerca de 180 gols.
Em 1941, foi contratado pelo Santos, onde ficou até o ano seguinte, quando se aposentou, atuando no total de 11 partidas.

## Títulos
- Campeonato Paulista de Futebol: 1937, 1938 e 1939 (Em 1939 não entrou nenhuma vez em campo)